# 伊日·霍利克
伊日·霍利克（捷克語：Jiří Holík，1944年7月9日—），捷克男子冰球运动员。他曾代表捷克斯洛伐克国家队参加1964年、1968年、1972年和1976年冬季奥林匹克运动会冰球比赛，获得二枚银牌和二枚铜牌。